# Campionati del mondo di ciclismo su strada 1982
I Campionati del mondo di ciclismo su strada 1982 si disputarono a Goodwood, in Regno Unito, il 4-5 settembre 1982.
Furono assegnati quattro titoli:
- Prova in linea Donne, gara di 61 km
- Prova in linea Uomini Dilettanti, gara di 182,4 km
- Cronometro a squadre Uomini Dilettanti, gara di 100 km
- Prova in linea Uomini Professionisti, gara di 275,130 km

## Storia
Ritornati in Gran Bretagna dopo l'edizione del 1970, i mondiali si corsero su un circuito caratterizzato da un'ascesa poco prima del traguardo, trampolino di lancio verso la vittoria finale. In testa lo statunitense Jonathan Boyer, seguito dal gruppo tirato dall'altro statunitense Greg LeMond, l'irlandese Sean Kelly, l'olandese Joop Zoetemelk e l'italiano Giuseppe Saronni. A 200 metri dal traguardo, un impressionante scatto di Saronni (rimasto noto col nome di Fucilata di Goodwood) annichilì gli avversari e l'italiano vinse per distacco il titolo mondiale dopo la beffa dell'anno precedente. Su centotrentasei partenti, cinquantacinque conclusero la prova.
La Germania Est vinse il titolo in linea dilettanti con Bernd Drogan, mentre la cronosquadre andò ai Paesi Bassi. La britannica Mandy Jones vinse la prova femminile.

## Medagliere
| Pos.   | Nazione          | Oro | Argento | Bronzo | Totale |
| ------ | ---------------- | --- | ------- | ------ | ------ |
| 1      | Italia           | 1   | 1       | 0      | 2      |
| 2      | Germania Est     | 1   | 0       | 0      | 1      |
| 2      | Regno Unito      | 1   | 0       | 0      | 1      |
| 2      | Paesi Bassi      | 1   | 0       | 0      | 1      |
| 5      | Belgio           | 0   | 1       | 1      | 2      |
| 5      | Svizzera         | 0   | 1       | 1      | 2      |
| 7      | Stati Uniti      | 0   | 1       | 0      | 1      |
| 8      | Irlanda          | 0   | 0       | 1      | 1      |
| 8      | Unione Sovietica | 0   | 0       | 1      | 1      |
| Totale | Totale           | 4   | 4       | 4      | 12     |

## Sommario degli eventi
| Eventi                        | Oro                                                      | Tempo                      | Argento                                          | Tempo | Bronzo                                           | Tempo |
| Uomini Professionisti         |                                                          |                            |                                                  |       |                                                  |       |
| Gara in linea dettagli        | Giuseppe Saronni Italia                                  | 6h42'22" Media 41,027 km/h | Greg LeMond Stati Uniti                          | a 5"  | Sean Kelly Irlanda                               | a 10" |
| Uomini Dilettanti             |                                                          |                            |                                                  |       |                                                  |       |
| Gara in linea dettagli        | Bernd Drogan Germania Est                                | 4h17'48"                   | Francis Vermaelen Belgio                         | a 8"  | Jürg Bruggmann Svizzera                          | s.t.  |
| Cronometro a squadre dettagli | Paesi Bassi Ducrot, Schipper, Solleveld, Van Bindsbergen | 2h14'09"                   | Svizzera Achermann, Heggli, Trinkler, Zimmermann | a 27" | Unione Sovietica Kaširin, Logvin, Voronin, Čužda | a 34" |
| Donne                         |                                                          |                            |                                                  |       |                                                  |       |
| Gara in linea dettagli        | Mandy Jones Regno Unito                                  | 1h31'00"                   | Maria Canins Italia                              | a 10" | Gerda Sierens Belgio                             | a 10" |